# برايان سيمونز (لاعب كرة قاعدة)
برايان سيمونز (بالإنجليزية: Brian Simmons)‏ هو لاعب كرة قاعدة أمريكي، ولد في 4 سبتمبر 1973 في Mt. Lebanon, Pennsylvania ‏ في الولايات المتحدة.

## وصلات خارجية
- برايان سيمونز على موقعبيزبول رفرنس.كوم (الدوري الرئيسي) (الإنجليزية)
- برايان سيمونز على موقع مشجعي الرسوم البيانية (الإنجليزية)